# Группа Альянс
ОАО «Группа Альянс» — многопрофильный холдинг, основанный в апреле 1998 года Зией Бажаевым; после гибели последнего в авиакатастрофе, бизнес возглавил его младший брат Муса Бажаев.
Работает в России, Казахстане, Киргизии, Украине. Имеет активы в строительной, текстильной, пищевой, финансовой сферах и в медиабизнесе.
Обеспечивает потребности в нефтепродуктах Хабаровского края и Приморья. Управляет 255 АЗС на Дальнем Востоке

## Показатели
В 2007 году совокупная выручка активов, входящих в «Альянс» на территории России и стран СНГ, оценивается компанией в 52,3 млрд руб., чистая прибыль превышает 2 млрд руб. Отчетов по МСФО «Альянс» не готовит.

## Собственники
Братьям Мусе и Мавлиту Бажаевым принадлежит, соответственно, 29,9 % и 23 % ОАО «Группа „Альянс“», их племяннику Дени Бажаеву — 29,9 %, 10 % — менеджменту.

## История
- В октябре 1999 года ОАО «Группа Альянс» по поручению руководства Украины привлечено для управления проектом развития третьего на Украине нефтеперерабатывающего завода ОАО «Херсоннефтепереработка» (Украина). Управляла до 2007 года[5]
- С 2000 года в числе приоритетных задач группы — образование в рамках холдинга вертикально-интегрированной компании с объёмом добычи нефти 2 млн тонн в год, переработки нефти — 6 млн тонн в год.
- В 2001 году «Группа Альянс» приступила к созданию собственной системы транспортировки нефти с месторождений в России и Казахстане по железной дороге и трубопроводам к принадлежащим «Группе Альянс» перерабатывающим комплексам на Дальнем Востоке России и на Украине. Эта система получила новое развитие с вхождением ОАО «Находкинский нефтеналивной морской торговый порт» (Приморский край) в структуру «Группы Альянс».[1]
- В 2007 году компания уступила контроль над Херсонским НПЗ, а в 2008 году российские активы группы были объединены со шведской компанией West Siberian Resources, ведущей нефтедобычу в России.

## Дочерние предприятия
- «Нефтяная компания „Альянс“»: основные активы расположены на территории Дальнего Востока России, Украины, Киргизии[6][7]
- ЗАО «Альянс-Пром», созданное 13 июля 2004 года, является управляющей компанией групп; под управлением «Альянс-Пром» находятся:
  - ОАО «Владивосток Авиа»[8] (порядка 17 %);
  - ОАО «Издательская компания „Золотой Рог“»;
  - ОАО «Хабаровский аэропорт» (с 17 февраля 2006[9]).
- ООО «Амур Золото»: по состоянию на 2023 год входит в топ-30 российских золотодобытчиков, в 2020 году занимала 24 место. Также в 2020 году компания объединилась со шведской Kopy Goldfields через процедуру обратного поглощения и вышла на биржу Стокгольма[10][11].